# عبد علي كاظم المعموري
عبد علي كاظم المعموري (1954 -) هو مؤلف واقتصادي وأكاديمي عراقي، من مواليد مدينة المحاويل في محافظة بابل، حاصل على شهادة الدكتوراه في الاقتصاد السياسي من جامعة بغداد، عمل في عدد من الجامعات العراقية.

## عضوية ومناصب
تقلد عدد من المناصب منها:
1. شغل منصب رئيس قسم الاقتصاد في جامعة كربلاء.
2. شغل منصب رئيس قسم العلاقات الاقتصادية الدولية في جامعة النهرين.
3. شغل منصب مساعد رئيس جامعة كربلاء.
4. عضو الهيئة الاستشارية في مجلة كلية الادارة والاقتصاد في جامعة بغداد وجامعة المثنى وجامعة القادسية.
5. عضو الهيئة الاستشارية في مجلة شؤون استشارية في كلية العلوم السياسية بجامعة النهرين.
6. شغل منصب رئيس تحرير مجلة حمورابي للدراسات.
7. وشغل منصب المحرر العام للتقرير الاستراتيجي العراقي.
8. شغل منصب مدير مركز حمورابي للبحوث والدراسات الاستراتيجية.

## مؤلفاته
- انكفاء الإمبراطورية الأمريكية ودور المقاومة العراقية.
- الطوفان القادم: توالد الأزمات في الاقتصاد الرأسمالي.[1]
- النفط والاحتلال في العراق.[2]
- تاريخ الأفكار الاقتصادية.[3]
- داعش، أيكولوجيا التمدد... وشم الدين بالدم.[4]
- عولمة القتل: الحضارة الأميركية الجديدة.[5]
- إيران والسعودية، صراع النفوذ والمكانة.[6]
- الأمم المتحدة والتضحية بالأمن الإنساني في العراق.[7]